# Pseudonaclia bifasciata
Pseudonaclia bifasciata là một loài bướm đêm thuộc phân họ Arctiinae, họ Erebidae.